# Charles Pence Slichter
Charles Pence Slichter (21 de enero de 1924-19 de febrero de 2018) fue un físico estadounidense, más conocido por sus trabajos sobre la resonancia magnética nuclear y la superconductividad.
Fue galardonado con la Medalla Nacional de Ciencias de 2007 "por establecer la resonancia magnética nuclear como una poderosa herramienta para revelar las propiedades moleculares fundamentales de los líquidos y los sólidos. Sus inspiradas enseñanzas han llevado a generaciones de físicos y químicos a desarrollar una gran cantidad de tecnologías modernas en física de la materia condensada, química, biología y medicina."

## Nacimiento y educación
Slichter nació en 1924 en Ithaca, Nueva York. Asistió a la Universidad de Harvard, donde en 1949 recibió su doctorado bajo la supervisión de Edward Purcell.

## Carrera profesional
Slichter fue profesor de física y química en la Universidad de Illinois en Urbana-Champaign desde 1949 hasta su jubilación en 2006.
Pasó un semestre sabático (primavera de 1961) como profesor de Morris Loeb en la Universidad de Harvard. Las conferencias que impartió allí formaron el núcleo de su libro "Principios de Resonancia Magnética".
Slichter fue miembro del Consejo Nacional de Ciencias de 1976 a 1984; miembro y vicepresidente del Comité Asesor de Ciencias del Presidente de 1965 a 1969; miembro del Comité del Presidente sobre la Medalla Nacional de Ciencias, de 1969 a 1974; y miembro del Comité del Presidente sobre Política Científica y Tecnológica, de 1976.
Slichter fue miembro (Fellow) de Harvard Corporation, el principal órgano de gobierno de Harvard, de 1970 a 1995. Presidió el comité de búsqueda que seleccionó a Neil Rudenstine como presidente de Harvard en 1991. Fue miembro electo de la Academia Nacional de Ciencias de los Estados Unidos, la Academia Estadounidense de las Artes y las Ciencias, y la Sociedad Filosófica Estadounidense.

## Investigación
La investigación de Slichter se centró principalmente en la RMN y la superconductividad. Su obra más importante incluye:
- Codescubridor del efecto Hebel-Slichter, que aporta las primeras pruebas de la teoría BCS de la superconductividad.
- Con Tom Carver, dio la primera demostración del Efecto Overhauser .
- Con Gutowsky y McCall, descubrió el acoplamiento en J.
- Con Bob Schumacher y Tom Carver, realizó la primera medición de la susceptibilidad al espín de Pauli de los electrones de conducción.

Otras contribuciones científicas notables son la introducción de la detección sensible a la fase en la RMN pulsada y su uso para detectar señales débiles, los estudios de las ondas de densidad de carga y del efecto Kondo, la teoría de {\displaystyle {\ce {^{19}F}}} del desplazamiento químico, estudios de RMN de la superconductividad a alta temperatura, teoría de los efectos del intercambio químico en los espectros de RMN y estudios de RMN de superficies metálicas (catálisis).
Slichter recibió numerosos premios, además de la Medalla Nacional de Ciencias de 2007. En 1993, Slichter recibió el Premio Comstock de Física de la Academia Nacional de Ciencias. En 1969 recibió el Premio Langmuir y en 1996 el Premio Buckley, ambos de la American Physical Society. La Sociedad Estadounidense de Química honró su descubrimiento del acoplamiento en J con una citación para el premio Chemical Breakthrough Award en 2016. Slichter fue miembro de Alfred P. Sloan de 1955 a 1961.
Slichter recibió títulos honorarios de Doctor en Ciencias de la Universidad de Waterloo (1993) y la Universidad de Leipzig (2010), y un Doctorado honorario en Derecho (LL. D.) título de la Universidad de Harvard en 1996.

## Familia
Slichter era hijo del economista Sumner Slichter, nieto del matemático Charles S. Slichter, sobrino del geofísico Louis B. Slichter, padre del músico Jacob Slichter, y hermano del ejecutivo de Bell Labs William P. Slichter .

## Libros
- Slichter, Charles Pence (1963). Principles of magnetic resonance: with examples from solid state physics. (1st edición). Harper & Row. ISBN 9783540084761.[20]
- Slichter, Charles Pence (1978). Principles of magnetic resonance: Second revised and expanded edition (2nd edición). Springer. ISBN 9780387084763.
- Slichter, Charles Pence (1990). Principles of magnetic resonance: Third enlarged and updated edition (3rd edición). Springer. ISBN 9783540501572.